# Waldrada (concubina de Lotari II)
Waldrada també coneguda com a Waldrade (segona meitat del segle ix) fou la concubina de Lotari II de Lotaríngia. Pertanyia a una noble família, d'origen gal·loromà, i molts dels seus antecessors havien desenvolupat càrrecs important en temps dels merovingis. D'acord amb el seu oncle Günther, arquebisbe de Colònia, aconseguí que es condemnés a la reina Teutberga pel Concili d'Aquisgrà (Aix-la-Chapelle) el 860 com a culpable d'adulteri, amb la fi que fos repudiada i poder ella casar-se amb Lotari.
Sospitant el papa Nicolau I que algun misteri s'amagava en l'ignominiós procés seguit a Teutberga, envià dos llegats per a depurar la veritat; però guanyats aquests per Waldrada, obraren contra les instruccions rebudes del Sume Pontífex i confirmaren la condemnació de Teutberga en un Concili celebrat a Metz el 863. Dos anys després el Papa envià a un nou llegat per obligar a Lotari a que es tornés a unir amb la seva muller; el rei llavors aparentà sotmetre's, i Waldrada es dirigí a Roma amb l'enviat del Papa, conforme a les ordres d'aquest; però a penes havien travessat els Alps, quan aquella s'escapoli, anant a reunir-se amb Lotari.
Llençada l'excomunió contra els culpables, Waldrada es retirà a l'abadia de Ludres, i allà s'assabentà del la sobtada mort del seu amant el 869; llavors fou a tancar-se en el monestir de Remiremont, on educà els seus tres fills, que havien estat desheretats com a bastards, inspirant-los sentiments de lluita i venjança.